# Resurrection Remix OS
Resurrection Remix OS, aussi connu sous l’acronyme RR, est un système d’exploitation de remplacement gratuit et open source pour smartphones et tablettes tactiles, basé sur la plateforme mobile Android. 
Le projet a été initié en 2012 par son principal développeur et concepteur d’expérience utilisateur, Altan KRK.

## Histoire
En février 2018, la version basée sur Android Nougat avait été installée sur plus de 900 000 appareils.
Le 19 janvier 2019, la version 7.0.0 de Resurrection Remix, basée sur Android Pie 9, a été publiée, après des mois de développement.

## Appareils pris en charge
Plus de 150 appareils sont pris en charge. Parmi lesquels :
- Generic system image ( GSI ) treble
- OnePlus One
- OnePlus 3/3T/5
- Xiaomi Redmi Note 3
- Xiaomi Redmi Note 4X
- Xiaomi Mi5
- Samsung Galaxy S4
- Samsung Galaxy S3
- samsung Galaxy s7 edge
- Sony Xperia Z
- Sony Xperia ZL
- Pixel 2
- Pixel 2 XL